# 柘植義春
柘植義春（日语：／ Tsuge Yoshiharu，1937年10月31日— ）是一位日本漫画家和随笔家。2017年获得日本漫畫家協會獎大奖。

## 生平
他在1954年到1987年间以《GARO》杂志为舞台活跃于漫画领域。其作品横跨日常生活到梦境般的超现实主义题材，并常常显示出其对本国旅行的兴趣。先锋漫画杂志《GARO》流行于60年代末的左派大学生中间，他在该杂志上发表的一系列超现实作品如代表作《螺旋式(ねじ式)》和《源泉館主人(ゲンセンカン主人)》，使其赢得了极大的评价和关注。
2020年，在第47届昂古莱姆国际漫画节上获得了特别荣誉奖。

## 筆名
他发表作品时使用的笔名是つげ義春，在日语中发音都是Tsuge Yoshiharu。

## 家族
柘植義春的妻子是藤原マキ（Fujiwara Maki），為一个演员兼插画家，柘植義春并育有一子。柘植義春的兄弟柘植忠男（つげ忠男，Tsuge Tadao）也是一个漫画家。

## 代表作
- 沼（1966年2月）
- 李的一家（1967年6月）
- 红的花（1967年10月）
- 螺旋式（1968年6月）
- 无能的人（1985年9月）